# Раецкий, Савелий Семёнович
Саве́лий Семёнович Рае́цкий (26 апреля [8 мая] 1883, Одесса, Херсонская губерния — 17 июля 1925, Москва) — русский и советский журналист и юрист, эсер.

## Биография
Родился 26 апреля 1883 года в Одессе в караимской семье херсонских мещан Шимона Эзровича и Султан Исааковны Раецких. Один год учился в Александровском караимском духовном училище в Евпатории. В 1909 году сдал экзамены на аттестат зрелости в Вознесенской гимназии. Затем уехал в Москву, где в 1914 году с дипломом первой степени окончил юридический факультет Московского университета. Член ЦК ПСР. Состоял в организации социалистов-революционеров города Николаева и был одним из лидеров Бакинской организации партии эсеров. В 1904 году в Николаеве за распространение прокламаций был задержан и в том же году в декабре отпущен. Заметив за собой наблюдение, уехал в Санкт-Петербург, где стал сотрудником одной из революционных газет. Обратно в Николаев вернулся в декабре 1906 года и вновь развернул деятельность по организации местных эсеров. После очередного задержания выслан под надзор полиции в Вологодскую губернию. Под влиянием Раецкого в Баку образовалась азербайджанская эсеровская группа «Эш-шэмс» («Солнце») и привлечена на сторону эсеров группа «Иттифаг», объявившая себя «мусульманской организацией социалистов-революционеров». На страницах органа бакинских эсеров «Кавказское слово» выступал за автономный статус Кавказа «в отношении метрополии на федеративных началах».
В 1911 году в Москве вместе со своим племянником В. И. Синани организовал выпуск первого караимского русскоязычного печатного периодического издания — журнала «Караимская жизнь». Главной задачей «Караимской жизни» его издатели называли собирание «всего того, что существует в печатном и рукописном виде» по истории караимов, чтобы «составить таким образом из „Караимской жизни“ подобие караимской национальной энциклопедии». В журнале Раецкий поместил ряд собственных работ: статьей, передовиц, очерков, корреспонденций и заметок. Всего вышло 12 номеров журнала в восьми выпусках. Прекращение издания «Караимской жизни» в 1912 году связано, по мнению Б. С. Ельяшевича, с публикацией Раецким резких критических статей в адрес видных представителей караимского народа — С. М. Шапшала и И. Д. Пигита, из-за чего журнал стал терять своих подписчиков. Сопутствующей причиной закрытия журнала было преследование Раецкого  властями за революционно-демократические убеждения. Конфликт с Шапшалом, в то время претендентом на пост Таврического и Одесского гахама, вылился в иск к Синани и Раецкому, юридическому и фактическому редакторам журнала, относительно «напечатания и перепечатывания ложных или вымышленных сведений, порочащих доброе имя Шапшала» в соответствии с частью 2 ст. 1535 «О клевете и распространении оскорбительных для чести сочинений, изображений или слухов» «Уложения о наказаниях уголовных и исправительных» 1885 года. В итоге, 13 февраля 1914 года, Санкт-Петербургский окружной суд вынес оправдательный приговор. Однако Шапшал перенёс дело в Петербургскую судебную палату, которая 19 ноября того же года признала Раецкого виновным и приговорила к двум неделям ареста.
Вёл переписку с В. Э. Мейерхольдом, Л. Н. Андреевым. Долгое время являлся сотрудником крупных периодических изданий Москвы и Санкт-Петербурга (Петрограда): газет «Утро России», «Биржевые ведомости», «Русское слово». В «Биржевых ведомостях» поместил ряд статей-фельетонов, в которых дал общественно-политические характеристики некоторых русских общественных деятелей: князя Г. Е. Львова, Самарина, П. П. Рябушинского, А. А. Хвостова и других. В 1910 году вёл репортаж с железнодорожной станции Астапово, где находился при смерти Л. Н. Толстой. В газете «Утро России» начинал репортёром, а с 1916-го по февраль 1917 года был её редактором. На этой должности Раецкий улучшил информационную часть и более чётко определил политическую позицию газеты. До октября 1917 года находился на должностях директора Петроградского телеграфного агентства и заведующего отделом печати Временного правительства. С образованием Московского военно-промышленного комитета встал во главе бюро печати этой общественной организации, редактировал журнал «Известия» и «Бюллетени» комитета. Осенью 1919 года вместе с П. А. Садыриным учредил «Деловой клуб», имевший целью сближение рабочих с интеллигенцией. Последнее место работы (на 1925 год) — секретарь Комиссии по изучению истории рабочего и профессионального движения в Москве и губернии при Московском губернском совете профессиональных союзов.
После Октябрьской революции заболел психическим расстройством. Состояние Раецкого усугубилось из-за гибели в 1925 году его 16-летнего старшего сына Виктора, случайно застреленного товарищем при упражнении в стрельбе из винтовки. Жил в Москве по адресу 3-я Тверская-Ямская улица, 50. Спустя какое-то время, утром 15 июля 1925 года, после нескольких неудавшихся попыток покончить с собой, выбросился из окна 5-го этажа. Умер 17 июля в Боткинской (Солдатёнковской) больнице. Похоронен на Дорогомиловском кладбище.

### Семья
Жена — Екатерина Абрамовна Раецкая, еврейка, сотрудница ежедневной газеты «Наша газета» (издание ЦК и Московского областного отдела профсоюза совторгслужащих). Сыновья:
- Виктор Савельевич Раецкий — погиб в возрасте 16 лет (несчастный случай);
- Борис Савельевич Раецкий (1908, Николаев[27]—?) — окончил Брюсовский институт, работал репортёром общества «Долой неграмотность», редактором в журналах[15][9][26].

Племянница — Юлия Исааковна Раецкая (1911—2001), доктор биологических наук, заведующая лабораторией биохимии Всероссийского НИИ животноводства с 1963 года.
Племянник — Борис Исаакович Раецкий (1909, Москва — ?), директор съёмочной группы киностудии «Воентехфильм», с 1950 — директор кинокартины 1-ой категории художественных фильмов Московской киностудии научно-популярных фильмов. Награждён медалью «За трудовое отличие» (1944).